# Glauerts Felsenwaran
Der Glauerts Felsenwaran oder Kimberley-Felsenwaran (Varanus glauerti), benannt nach Ludwig Glauert, ist ein in Australien endemischer Vertreter aus der Gattung der Warane. Er wurde der Untergattung Odatria zugeteilt. Die Erstbeschreibung erfolgte 1957 durch den deutschen Zoologen und Herpetologen Robert Mertens.

## Aussehen, Körperbau
Der Glauerts Felsenwaran erreicht eine Gesamtlänge von 60 bis 80 cm, wovon die Kopf-Rumpf-Länge 22 bis 30 cm beträgt. Damit gehört er zu den mittelgroßen Waranen aus der Untergattung Odatria. Das Geschlecht der Jungtiere ist am Verhalten und Wachstum erst nach sechs Monaten erkennbar. Die Männchen wachsen oft schneller und kräftiger heran als die Weibchen. Nach gut einem Jahr bilden die Männchen Postanalschuppen am Schwanzansatz aus. Die Männchen haben im Vergleich zu den Weibchen etwas breitere und massivere Köpfe. Der Kopf, der Körper und die Gliedmaßen weisen eine schwarze oder dunkelbraune Färbung auf. Der Körper ist mit verstreuten Querreihen von großen, hellen Flecken bedeckt. Die Musterung der Hinterbeine besteht aus Querreihen von kleinen Punkten. Ein auffallend hervorgehobener Temporalstreifen ist auf beiden Seiten des Kopfes sichtbar. Der Schwanz weist abwechselnde helle und dunkle Querbinden auf. Die Kehle und der Bauch sind als einzige Körperteile weißlich gefärbt. Die Kopfschuppen sind kleiner, unregelmäßiger angeordnet und glatter als die übrigen Schuppen. Das Nasenloch befindet sich ziemlich seitlich am Kopf, wobei es sich etwas näher zur Schnauzenspitze befindet als zum Auge. Um die Körpermitte sind 120 bis 160 Schuppenreihen angeordnet. Der Schwanz ist im Querschnitt sehr rund, ohne eines jeglichen Anzeichens eines Kiels auf der Oberseite. Die Schuppen an der Schwanzbasis sind glatt, wohingegen die der Schwanzspitze leicht gekielt sind.

## Verbreitung
V. glauerti ist im Norden von Western Australia und im nordwestlichen Teil des Northern Territory beheimatet. Es sind bisher nur zwei Populationen bekannt. Während die aus der Kimberley-Region stammenden Tiere vorwiegend in felsigen Umgebungen zu finden sind, gelten die Tiere aus dem Kakadu National Park eher als Baumbewohner.

## Lebensweise
In der Paarungszeit paaren sich die Tiere mehrmals am Tag. 4 Wochen nach der Befruchtung legen sie ihre Eier ab. Das Gelege enthält durchschnittlich 4 – 10 Eier. In Gefangenschaft schlüpfen bei einer Inkubationstemperatur von 27 bis 28,5 °C die Jungtiere nach 134 – 142 Tagen. Sie sind sehr aktive Tiere, die scheinbar beim Herumtollen nie müde werden. Ihre Beute besteht aus Insekten, Spinnentieren, Geckos und Skinken, die sie bei ihren Streifzügen durch die Felsspalten erbeuten.

## Systematik
Der Glauerts Felsenwaran wurde von Robert Mertens (1957) als Unterart des Timor-Warans (Varanus timorensis) beschrieben. Später im Jahr 1958 erhob Mertens sie in den Artstatus, da er zwischen den Arten große Unterschiede in der Beschuppung feststellte.